# Carpococcyx viridis
Carpococcyx viridis là một loài chim trong họ Cuculidae.